# Александар Сорокин
Александар „Сања” Сорокин (рус. Александр Сорокин; Литванска Совјетска Социјалистичка Република, 30. септембар 1981.) литвански је тркач на дуге стазе који држи светске рекорде у ултрамаратону. Држао је четири светских рекорда у тркама ван стадиона на друму: 100 км, 100 миља, 12-часовно трчање и 24-часовно трчање. Држао је и три светска рекорда у тркама одржаним на атлетској стази на стадиону: 100 миља, 6-часовно трчање и 12-часовно трчање. У тркама на 24 сата Сорокин је освојио Светско првенство 2019. и Европско првенство 2022.

## Каријера
Александар Сорокин се такмичио за Литванију у кајаку и кануу све до повреде рамена када је имао 25 година. Почео је да трчи тек 2013. у 31. години живота како би смршао (имао је тада 100 килограма). Учествовао је у својој првој трци на 100 километара 2013.
2015. поставио је литванске рекорде од 100 км (6:50:34) и у трци на 24 сата (242.189 км).
Сорокин је 2017. године победио на престижном Спарталону у Грчкој, поставши 35. победник и трећи најбржи икада у овој трци.
2019. на светском првенству у трчању на 24 сата, одржаном у Албију у Француској, оборио је рекорд шампионата са претрчаних 278,972 километара. 
24. априла 2021. поставио је светске рекорде на 100 миља и у трци на 12 сати током такмичења у Енглеској. Његов светски рекорд на 100 миља (160,934 километара) био је 11:14:56, а светски рекорд у трчању на 12 сати био је са претрчаних 170,309 километара. Сорокин је трчао темпом од 4:14 минута по километру. 29. августа 2021. у Пабјањицама оборио је светски рекорд Јаниса Куроса у трчању на 24 сата од 303 км (1997). Сорокин је претрчао 309.4 км трчећи просечним темпом од 4:39 минута по километру. 
На трци Спартанион у Тел Авиву, 6. јануара 2022., 40-годишњи Сорокин је постао први тркач који је пробио границу од 11-часова у трчању на 100 миља. Његов нови светски рекорд износио је 10 сати, 51 минут и 39 секунди, да би потом наставио даље да трчи оборивши свој други светски рекорд у истој трци – светски рекорд за најдаљу дистанцу претрчану за 12 сати (179.023 километара).  23. априла на трци Центурион 100 миља, Сорокин је истрчао нови светски рекорд на 100 километара са временом 6:05:41.  Сорокин је 18. септембра у Верони поправио свој рекорд у трчању на 24-сата за више од 10 километара. Претрчао је раздаљину од 319.614 километара, трчећи у просеку 4:30 минута по километру. 

## Лични рекорди
| Дисциплина                           | Резултат   | Место                        | Такмичење                              | Датум               | Напомене                                                  |
| ------------------------------------ | ---------- | ---------------------------- | -------------------------------------- | ------------------- | --------------------------------------------------------- |
| 100 км (на друму)                    | 6:05:35    | Вилњус, Литванија            | Најбржа трка на свету                  | 14. мај 2023.       | Светски рекорд                                            |
| 100 миља (на атлетској стази)        | 11:14:56+  | Ешфорд, Уједињено Краљевство | Центурион 100 миља                     | 24. април 2021.     | Светски рекорд+ истрчано као пролазно време у дужој трци  |
| 100 миља (на друму)                  | 10:51:39+  | Тел Авив, Израел             | Спартатлон                             | 6. јануар 2022.     | Светски рекорд + истрчано као пролазно време у дужој трци |
| Трка на 6 сати (на атлетској стази)  | 98.496 км  | Ешфорд, Уједињено Краљевство | Центурион 100 миља                     | 24. април 2021.     | Светски рекорд                                            |
| Трка на 12 сати (на атлетској стази) | 170.309 км | Ешфорд, Уједињено Краљевство | Центурион 100 миља                     | 24. април 2021.     | Светски рекорд                                            |
| Трка на 12 сати (на друму)           | 177.410 км | Тел Авив, Израел             | Спартатлон                             | 7. јануар 2022.     | Светски рекорд                                            |
| Трка на 24 сати (на друму)           | 319.614 км | Верона, Италија              | Европско првенству у трчању на 24 сата | 18. септембар 2022. | Светски рекорд                                            |